# Figure libre
Cet article concerne un téléfilm. Pour l'association, voir Figures libres.
Pour plus de détails, voir Fiche technique et Distribution.
Figure libre (Go Figure) est un téléfilm américain de la collection des Disney Channel Original Movie réalisé par Francine McDougall en 2005.

## Synopsis
Figure libre est l'histoire d'une jeune fille qui rêve de devenir championne de patinage artistique. Pour cela, elle intègre un pensionnat spécialisé. Mais comme elle n'a pas les moyens financiers suffisants, Natasha Goberman, son entraîneuse, va tout faire pour que Spootnic (Kateline) ait une bourse afin qu'elle puisse rejoindre l'équipe féminine de hockey sur glace. Kateline se retrouve donc confrontée à un univers de la glace qu'elle ne soupçonnait pas.

## Fiche technique
- Titre original : Go Figure
- Titre français : Figure libre
- Réalisation : Francine McDougall
- Scénario : Patrick J. Clifton et Beth Rigazio
- Musique : Kenneth Burgomaster
- Producteur : Sheri Singer
- Distribution : Disney Channel
- Langue : anglais
- Photographie : Gordon Lonsdale
- Montage : Terry Blythe
- Décors : Mark Hofeling
- Costumes : Tom McKinley
- Pays :  États-Unis
- Langue : anglais
- Date de sortie :
  -  États-Unis : 10 juin 2005

## Distribution
- Jordan Hinson (VF : Fily Keita) : Katelin Kingsford
- Brittany Curran : Pamela
- Whitney Sloan (en) (VF : Adeline Chetail) : Amy « Hollywood » Henderson
- Cristine Rose (VF : Brigitte Virtudes) : Natasha Goberman
- Ryan Malgarini (en) (VF : Gwenvin Sommier) : Bradley Kingsford
- Tania Gunadi : Mary « Amulette » Johnson
- Amy Halloran (VF : Marie-Eugénie Maréchal) : Ronnie
- Sabrina Speer : Shelby Singer
- Jake Abel (VF : Emmanuel Garijo) : Spencer
- Kristi Yamaguchi : elle-même
- Jodi Russell (VF : Anne Dolan) : Linda Kingsford, la mère de Katelin.
- Curt Dousett : Ed Kingsford, le père de Katelin.
- Paul Kiernan (VF : Jean-François Kopf) : Reynolds, le coach
- Morgan Lund : Bob
- Austin Jepson : Hooner
- Anne Sward : Ginger
- Kadee Leishman : Heather

 Source et légende : version française (VF) sur RS Doublage et carton du doublage français.
Version française dirigée par Ninou Fratellini au studio Dubbing Brothers, d'après une adaptation des dialogues de Brigitte Grynblat.